# Zielony szlak spacerowy Kielce Słowik – rezerwat Biesak-Białogon
 Zielony szlak turystyczny Kielce Słowik – rezerwat Biesak-Białogon – szlak turystyczny w Kielcach.

## Przebieg szlaku
| Odległość | Atrakcje | Punkt                           | Skrzyżowania szlaków        |
| --------- | -------- | ------------------------------- | --------------------------- |
| 0,0 km    |          | Kielce Słowik, pensjonat Stella | Chęciny – Łagów             |
|           |          | ul. Chorzowska                  |                             |
|           |          | ul. Na Ługach                   | Szlak spacerowy wokół Kielc |
| 4,0 km    |          | rezerwat Biesak-Białogon        |                             |